# Springer-/Werfer-Länderkampf der Männer 1973 Finnland – BR Deutschland
| 10. Leichtathletik-Länderkampf mit bundesdeutscher Beteiligung 1973 | 10. Leichtathletik-Länderkampf mit bundesdeutscher Beteiligung 1973 |
| ------------------------------------------------------------------- | ------------------------------------------------------------------- |
|                                                                     |                                                                     |
| Springer-/Werfer-Vergleich der Männer: Finnland – BR Deutschland    |                                                                     |
| Austragungsort                                                      | Helsinki                                                            |
| Wettbewerbe                                                         | 8                                                                   |
| Datum                                                               | 18./19. Juni                                                        |
| 1. FIN 2. FRG                                                       | 47,5 Punkte 40,5 Punkte                                             |
| Chronik                                                             |                                                                     |
| ← URS-FRG (F)                                                       | FRG-BEL-FRA-SUI Geher (M) →                                         |

Im zehnten Vergleich des Länderkampfjahres 1973 wurde ein Länderkampf zum ersten Mal unter alleiniger Beteiligung der Springer, Stoßer und Werfer durchgeführt. Im Vorjahr hatte es allerdings schon eine Begegnung der Werfer, Stoßer und Hochspringer gegeben, die nun um den gesamten Bereich Sprung erweitert wurde. Als Gegner trat am 18./19. Juni in Helsinki eine Mannschaft aus Finnland an.

## Wettbewerbe und Modus
Ausgetragen wurden die acht Wettbewerbe des olympischen Programms. Die Wertung erfolgte in allen Disziplinen nach dem Standardsystem.

## Ergebnis
In den Sprüngen war Finnland ganz leicht vorn. Jede Mannschaft verbuchte hier zwei Disziplinerfolge für sich. Die Bundesrepublik erzielte dabei einen Doppelerfolg, Finnland lag in zwei Wettbewerben doppelt vorn. In der Kategorie Wurf/Stoß entschieden die finnischen Vertreter drei Wettbewerbe für sich, während die bundesdeutschen Athleten hier nur den Hammerwurf gewannen. So steckte die Bundesrepublik Deutschland in Helsinki mit 40,5 zu 47,5 Punkten ihre dritte Saisonniederlage ein.

## Resultate

### Hochsprung
| Platz | Athlet        | Land | Höhe (m) |
| ----- | ------------- | ---- | -------- |
| 1     | Asko Pesonen  | FIN  | 2,14     |
| 2     | Lothar Doster | FRG  | 2,11     |
| 2     | Lasse Viskari | FIN  | 2,11     |
| 4     | Walter Boller | FRG  | 2,08     |

Datum: 18. Juni

### Stabhochsprung
| Platz | Athlet            | Land | Höhe (m) |
| ----- | ----------------- | ---- | -------- |
| 1     | Reinhard Kuretzky | FRG  | 5,25     |
| 2     | Volker Ohl        | FRG  | 5,20     |
| 3     | Risto Ivanoff     | FIN  | 5,00     |
| 4     | Veli Aartolahti   | FIN  | 4,80     |

Datum: 19. Juni

### Weitsprung
| Platz | Athlet             | Land | Weite (m) |
| ----- | ------------------ | ---- | --------- |
| 1     | Hans Baumgartner   | FRG  | 8,03      |
| 2     | Art Väänänen       | FIN  | 7,80      |
| 3     | Hans-Jürgen Berger | FRG  | 7,50      |
| 4     | Bjarne Holmbom     | FIN  | 7,45      |

Datum: 19. Juni

### Dreisprung
| Platz | Athlet             | Land | Weite (m) |
| ----- | ------------------ | ---- | --------- |
| 1     | Pentti Kuukasjärvi | FIN  | 16,46     |
| 2     | Esa Rinne          | FIN  | 16,29     |
| 3     | Richard Kick       | FRG  | 16,11     |
| 4     | Ludwig Franz       | FRG  | 16,09     |

Datum: 18. Juni

### Kugelstoßen
| Platz | Athlet             | Land | Weite (m) |
| ----- | ------------------ | ---- | --------- |
| 1     | Matti Yrjölä       | FIN  | 19,36     |
| 2     | Ferdinand Schladen | FRG  | 19,36     |
| 3     | Bo Grahn           | FIN  | 18,86     |
| 4     | Josef Forst        | FRG  | 17,87     |

Datum: 19. Juni

### Diskuswurf
| Platz | Athlet             | Land | Weite (m) |
| ----- | ------------------ | ---- | --------- |
| 1     | Pentti Kahma       | FIN  | 63,48     |
| 2     | Klaus-Peter Hennig | FRG  | 62,40     |
| 3     | Markku Tuokko      | FIN  | 61,18     |
| 4     | Hein-Direck Neu    | FRG  | 59,00     |

Datum: 18. Juni

### Hammerwurf
| Platz | Athlet            | Land | Weite (m) |
| ----- | ----------------- | ---- | --------- |
| 1     | Karl-Hans Riehm   | FRG  | 70,44     |
| 2     | Edwin Klein       | FRG  | 68,26     |
| 3     | Harri Huhtala     | FIN  | 63,88     |
| 4     | Martti Järvensivu | FIN  | 62,84     |

Datum: 19. Juni

### Speerwurf
| Platz | Athlet         | Land | Weite (m) |
| ----- | -------------- | ---- | --------- |
| 1     | Hannu Siitonen | FIN  | 87,10     |
| 2     | Seppo Hovinen  | FIN  | 83,70     |
| 3     | Horst Timmer   | FRG  | 80,44     |
| 4     | Elmar Tappe    | FRG  | 77,94     |

Datum: 18. Juni